# Charalampos Lykogiannis
Charalampos Lykogiannis (Atenas, Grecia, 22 de octubre de 1993) es un futbolista griego. Juega de defensor y su equipo es el Bologna F. C. 1909 de la Serie A.

## Selección nacional
| Selección        | Año  | Partidos | Goles |
| ---------------- | ---- | -------- | ----- |
| Selección sub-19 | 2012 | 7        | 1     |
| Selección sub-20 | 2013 | 2        | 0     |
| Selección sub-21 | 2015 | 5        | 0     |

## Estadísticas

### Clubes
Actualizado al último partido disputado el 23 de febrero de 2024.
| Club                          | Div.          | Temporada     | Liga  | Liga  | Copas nacionales | Copas nacionales | Copas internacionales | Copas internacionales | Total | Total |
| Club                          | Div.          | Temporada     | Part. | Goles | Part.            | Goles            | Part.                 | Goles                 | Part. | Goles |
| ----------------------------- | ------------- | ------------- | ----- | ----- | ---------------- | ---------------- | --------------------- | --------------------- | ----- | ----- |
| Olimpiacos F. C. · Grecia     | 1.ª           | 2011-12       | 0     | 0     | 1                | 0                | 0                     | 0                     | 1     | 0     |
| Olimpiacos F. C. · Grecia     | 1.ª           | 2012-13       | 4     | 0     | 2                | 0                | 3                     | 0                     | 9     | 0     |
| Olimpiacos F. C. · Grecia     | Total club    | Total club    | 4     | 0     | 3                | 0                | 3                     | 0                     | 10    | 0     |
| Levadiakos F. C. · Grecia     | 1.ª           | 2013-14       | 21    | 0     | 1                | 0                | —                     | —                     | 22    | 0     |
| Levadiakos F. C. · Grecia     | Total club    | Total club    | 21    | 0     | 1                | 0                | 0                     | 0                     | 22    | 0     |
| Ergotelis F. C. · Grecia      | 1.ª           | 2014-15       | 22    | 1     | 1                | 0                | —                     | —                     | 23    | 1     |
| Ergotelis F. C. · Grecia      | Total club    | Total club    | 22    | 1     | 1                | 0                | 0                     | 0                     | 23    | 1     |
| S. K. Sturm Graz II · Austria | 3.ª           | 2015-16       | 1     | 0     | —                | —                | —                     | —                     | 1     | 0     |
| S. K. Sturm Graz II · Austria | Total club    | Total club    | 1     | 0     | 0                | 0                | 0                     | 0                     | 1     | 0     |
| S. K. Sturm Graz · Austria    | 1.ª           | 2015-16       | 20    | 1     | 2                | 0                | 1                     | 0                     | 23    | 1     |
| S. K. Sturm Graz · Austria    | 1.ª           | 2016-17       | 34    | 3     | 2                | 0                | —                     | —                     | 36    | 3     |
| S. K. Sturm Graz · Austria    | 1.ª           | 2017-18       | 17    | 2     | 1                | 0                | 4                     | 0                     | 22    | 2     |
| S. K. Sturm Graz · Austria    | Total club    | Total club    | 71    | 6     | 5                | 0                | 5                     | 0                     | 81    | 6     |
| Cagliari Calcio · Italia      | 1.ª           | 2017-18       | 11    | 0     | —                | —                | —                     | —                     | 11    | 0     |
| Cagliari Calcio · Italia      | 1.ª           | 2018-19       | 11    | 0     | 1                | 0                | —                     | —                     | 12    | 0     |
| Cagliari Calcio · Italia      | 1.ª           | 2019-20       | 20    | 0     | 3                | 0                | —                     | —                     | 23    | 0     |
| Cagliari Calcio · Italia      | 1.ª           | 2020-21       | 31    | 4     | 2                | 0                | —                     | —                     | 33    | 4     |
| Cagliari Calcio · Italia      | 1.ª           | 2021-22       | 28    | 1     | 2                | 0                | —                     | —                     | 30    | 1     |
| Cagliari Calcio · Italia      | Total club    | Total club    | 101   | 5     | 8                | 0                | 0                     | 0                     | 109   | 5     |
| Bologna F. C. 1909 · Italia   | 1.ª           | 2022-23       | 21    | 2     | 3                | 0                | —                     | —                     | 24    | 2     |
| Bologna F. C. 1909 · Italia   | 1.ª           | 2023-24       | 19    | 2     | 3                | 0                | —                     | —                     | 22    | 2     |
| Bologna F. C. 1909 · Italia   | Total club    | Total club    | 40    | 3     | 6                | 0                | 0                     | 0                     | 46    | 4     |
| Total carrera                 | Total carrera | Total carrera | 260   | 16    | 24               | 0                | 8                     | 0                     | 292   | 16    |

## Palmarés

### Títulos nacionales
| Título              | Club               | País   | Año  |
| ------------------- | ------------------ | ------ | ---- |
| Superliga de Grecia | Olimpiacos F. C.   | Grecia | 2013 |
| Copa de Grecia      | Olimpiacos F. C.   | Grecia | 2013 |
| Copa Italia         | Bologna F. C. 1909 | Italia | 2025 |